# Памятник Ленину (Улан-Удэ)
Па́мятник Ле́нину в Ула́н-Удэ́ — скульптурное изваяние головы Владимира Ильича Ленина, основателя Советского государства, установленное в центре города на площади Советов. Является самой большой скульптурой головы Ленина в мире.

## История памятника
Создание памятника начато в 1970 году по случаю столетия со дня рождения В. И. Ленина. Прежде в Улан-Удэ было 3 памятника вождю гораздо меньших размеров, расположенных на улице Ленина. Было решено заменить их одним большим монументом.
Рельеф площади Советов имел значительный уклон с северо-востока на юго-запад, что успешно скрывалось деревьями сквера. Было принято решение кардинально реконструировать площадь (автор проекта П. Г. Зильберман), для чего был вырублен сквер и перенесён на площадь Революции памятник павшим борцам за коммунизм. Градостроители отказались от тривиальных решений и обратили внимание на проект скульпторов Г. В. Нероды и Ю. Г. Нероды, народных художников РСФСР, получивших за него награды на выставках в Париже, Монреале и Москве. Архитектурная часть была разработана и осуществлена в натуре архитекторами А. Н. Душкиным и П. Г. Зильберманом.
Скульптура, высотой 7,7 метра, наибольшей шириной 4,5 метра и весом 42 тонны, была отлита на Мытищинском камнерезном заводе в виде двух половин и доставлена в Улан-Удэ по железной дороге. Уже на месте две части скульптуры были водружены на восточной стороне площади Советов перед Домом Советов Бурятской АССР (ныне Дом Правительства Республики Бурятия) на полированном гранитном постаменте высотой 6,3 метра. Постамент имеет размеры: в верхней части 4,52 х 4,71 метра, в нижней — 4,52 х 5,8 метра. Задняя сторона наклонная. Голова опирается на постамент в передней части как бы в одной точке, так как ограничена снизу косым срезом. От памятника к площади ведут лестницы.
Официальное открытие монумента состоялось 5 ноября 1971 года.

## Интересные факты

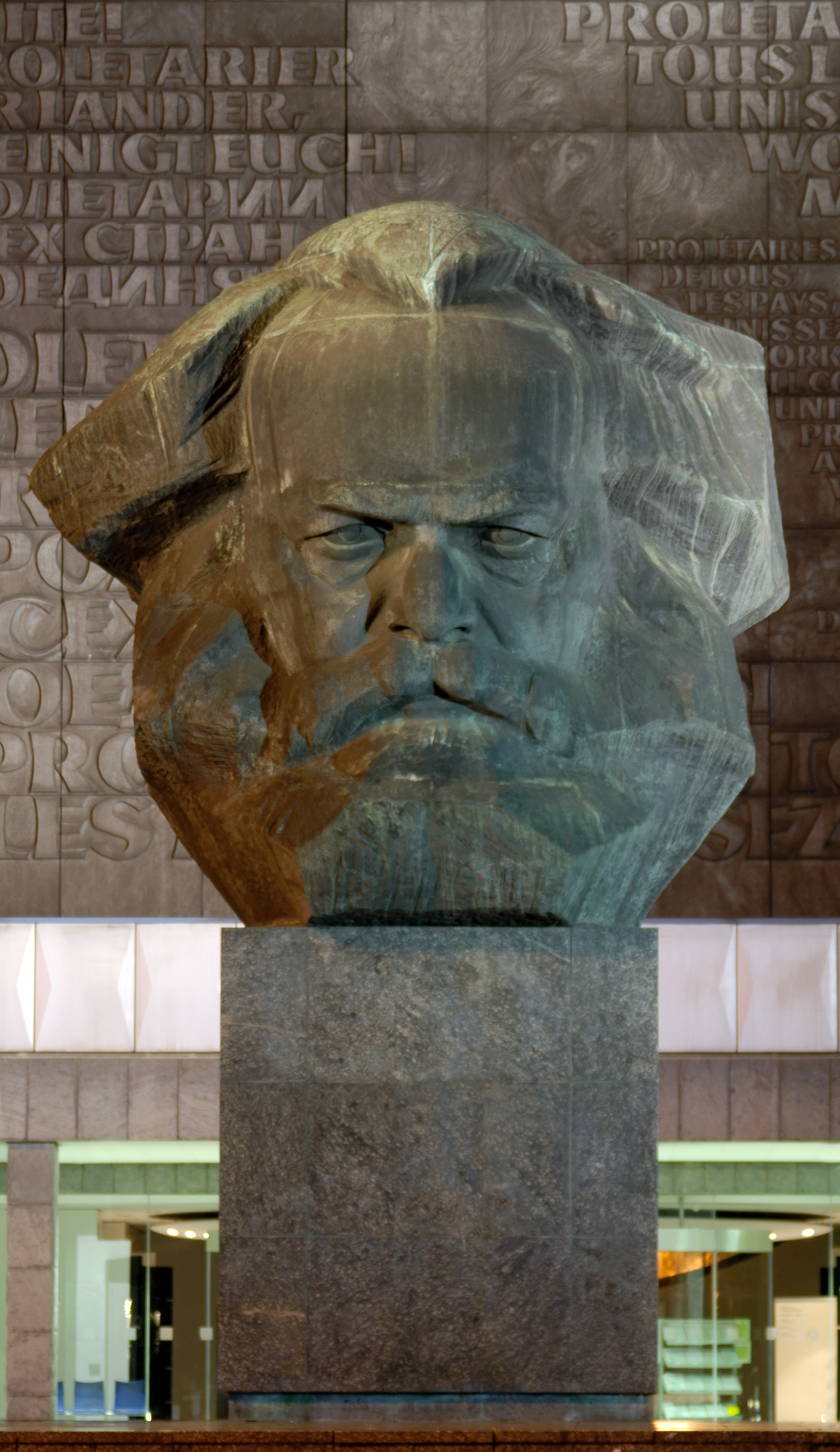
Памятник Карлу Марксу в Хемнице

- В августе 2011 года памятник посетил руководитель КНДР Ким Чен Ир[1].
- Однажды появилась идея сшить «Голове» шапку-ушанку, чтобы она не мёрзла зимой, но мысль не была воплощена в жизнь. Случай заметили и высмеяли в программе «Вечерний Ургант»[6].
- Аналогичные памятники меньшего размера стояли: с 1971 по 1989 год — в городе Жилина (ЧССР), до 2005 года — в якутском городе Мирном. По некоторым данным, памятники в виде головы вождя в настоящее время есть на постсоветском пространстве: в Армении, Кыргызстане и Казахстане[7].
- Похожий памятник — гигантская бронзовая голова Карла Маркса работы советского скульптора Л. Е. Кербеля, имеется в немецком городе Хемнице (в 1953—1990 годах — Карл-Маркс-Штадт), но он уступает в размерах бурятскому «коллеге».
- 21 июля 2015 года внесена в Книгу рекордов России[4].
- В тексте «Улан-Удэ. Селенга» для «Тотального диктанта» 2017 года писатель Леонид Юзефович сравнил памятник Ленину в Улан-Удэ с головой богатыря-исполина из поэмы А. С. Пушкина «Руслан и Людмила»[8].

## В городском фольклоре
В 1970—1980-е годы сельская бурятская молодёжь, учащаяся в Улан-Удэ, на молодёжном сленге называлась «головары». По одной из версий, деревенские ребята, плохо зная город, все свои встречи назначали у «Головы» — памятнику Ленину на центральной площади Улан-Удэ.

## Галерея

Памятник В.И. Ленину в г. Улан-Удэ
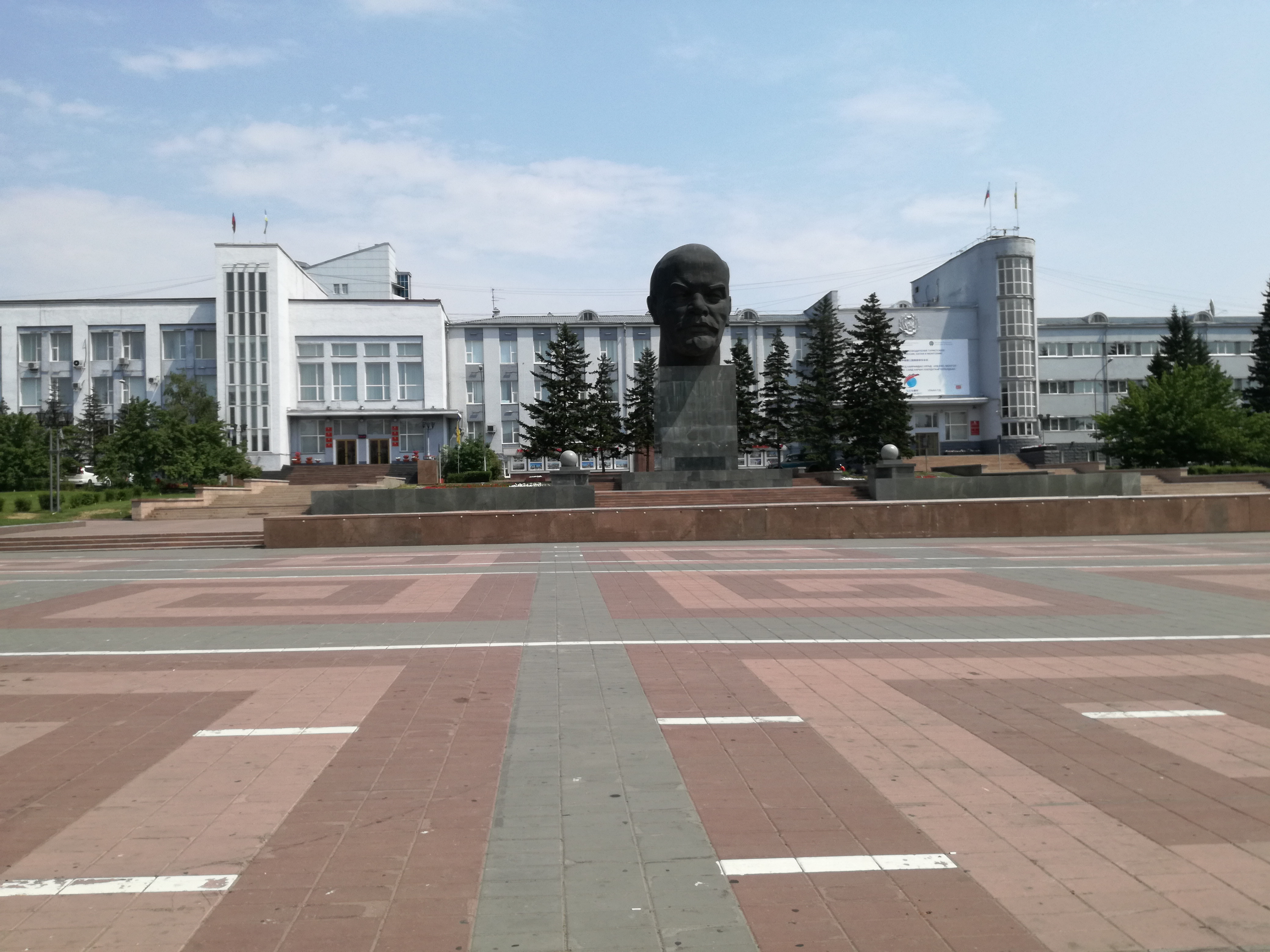